# Bogstad

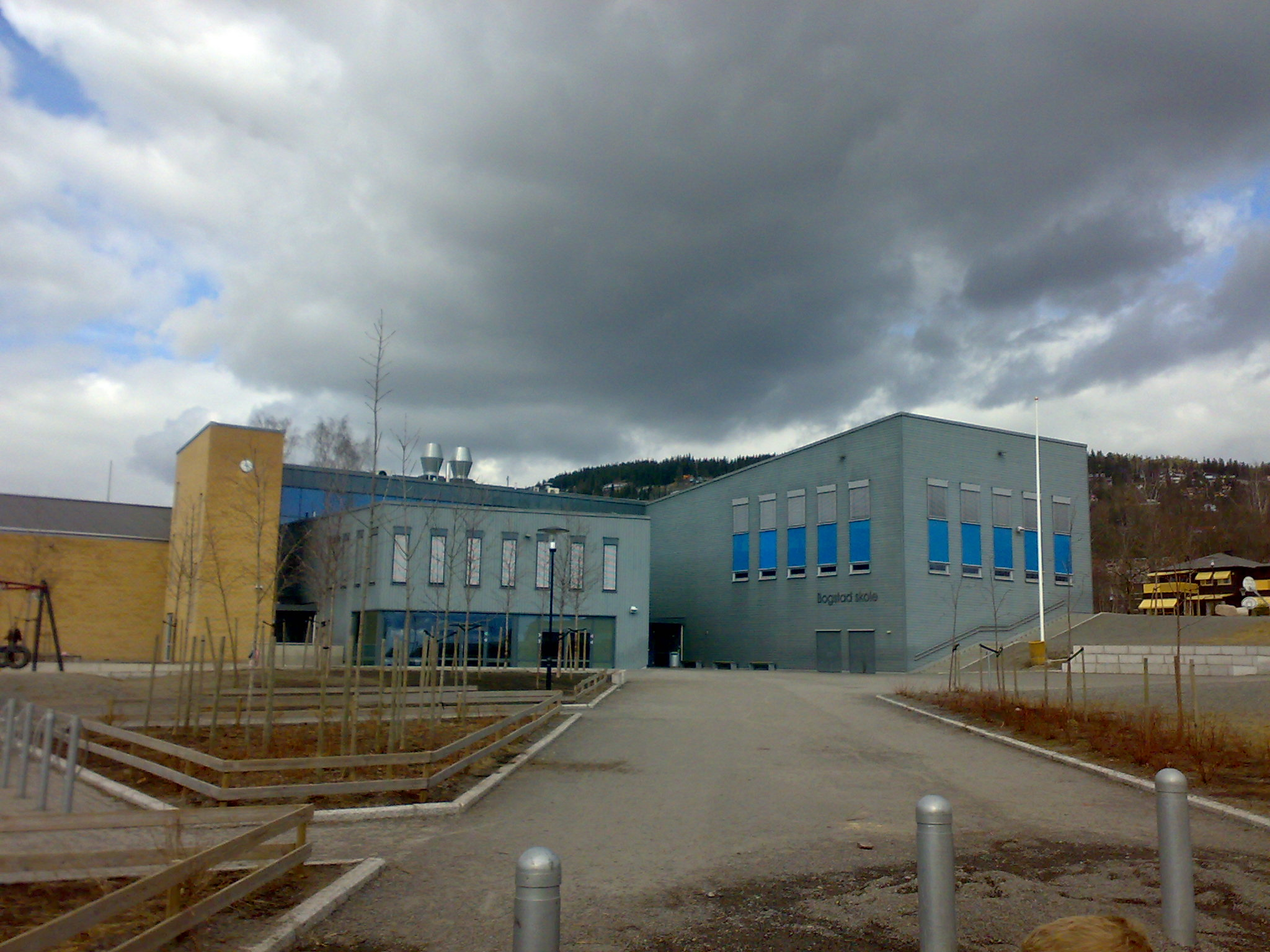
Bogstad skole, byggd 2006 som Norges första och hittills enda Offentlig-privat samarbete-skola. Den ägs av Veidekke, men drivs av Oslo kommun.

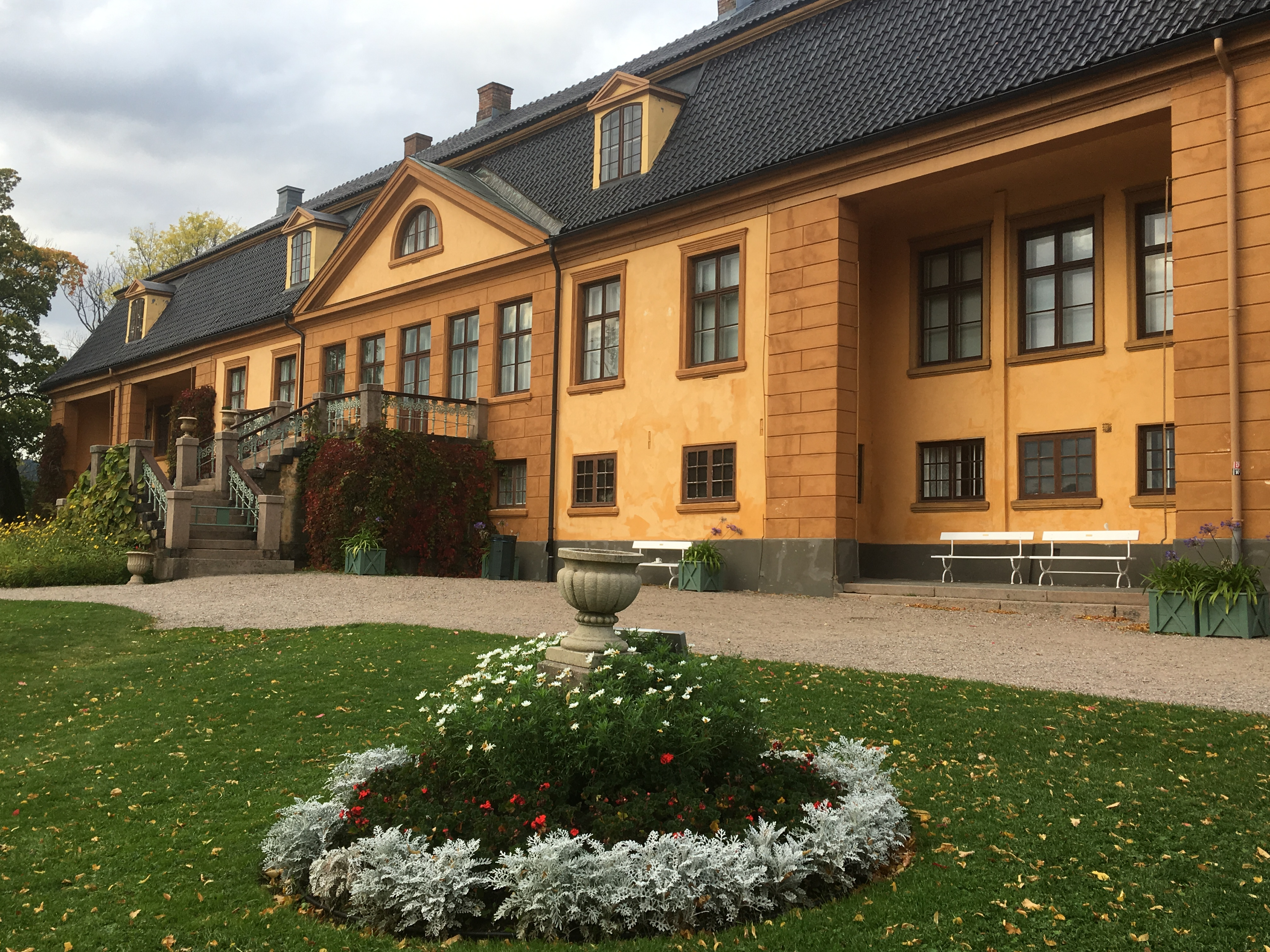
Bogstad Gård.

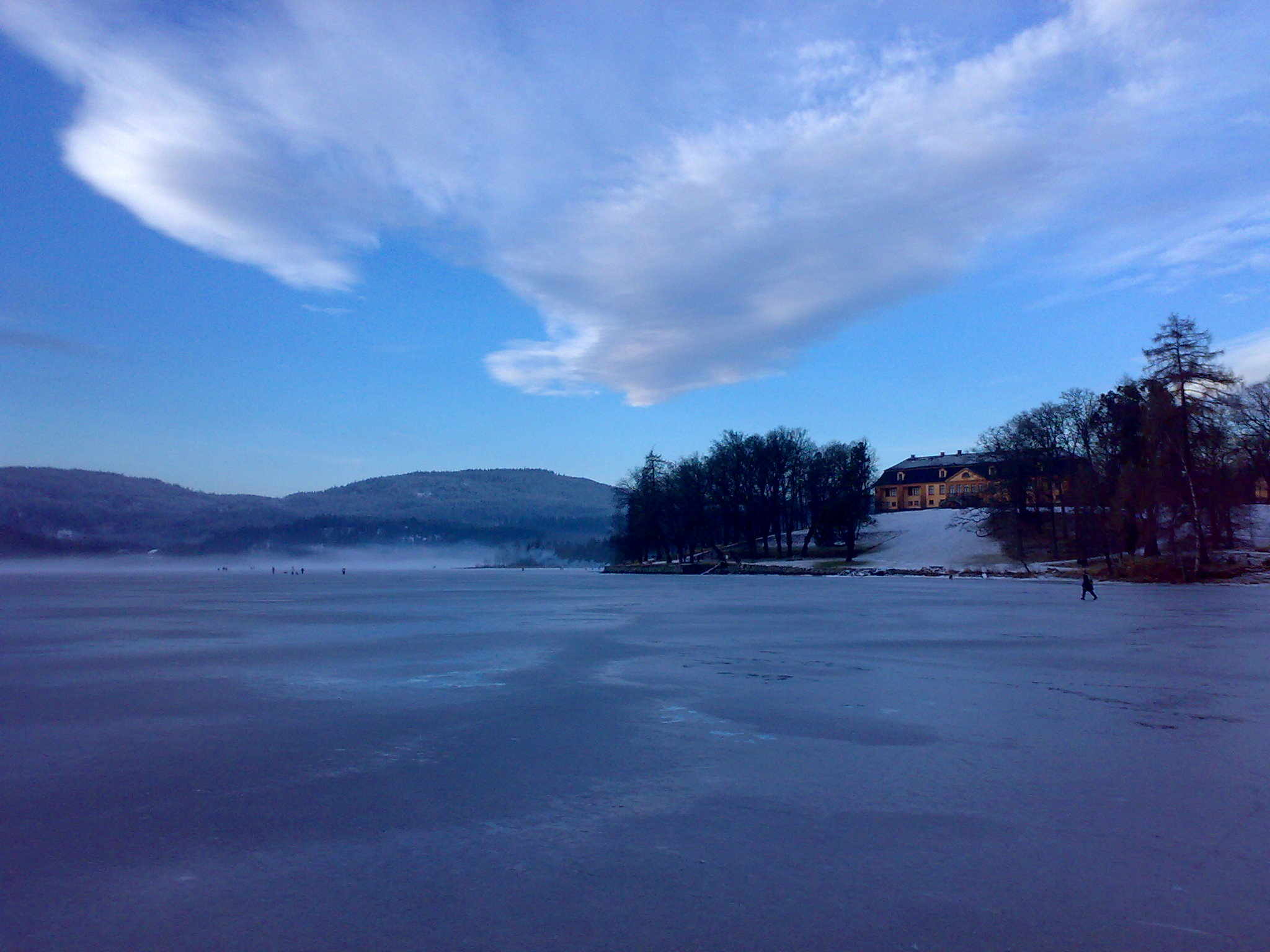
Bogstadvannet med Bogstad Gård.

Bogstad är ett område i nordvästra Oslo, på den östra sidan av Bogstadvannet, både i stadsdelen Vestre Aker och i Marka. Det består bara av Bogstad gård (som den har fått sitt namn ifrån) och Bogstad golfbana, som tillhör Oslo Golfklubb. Då området inte har bostäder eller stadsgator räknas det inte som en stadsdel.
Bogstad gård var under 1800-talet ett av Norges största gods och tillhörde familjen Wedel-Jarlsberg. Huvudbyggnaden härstammar från 1700-talet.
Det gränsar därmed till övriga Nordmarka i norr, Voksen skog och Voksen i öster, Røa i syd, och Fossum i Bærum i väster på andra sidan av Lysakerelva.
Bogstad gård har också gett namn åt:
- Bogstad Camping (separerad från Voksen gård)
- Barneskolan Bogstad skole (på Røa).

Etymologisk bakgrund för namnet är platsen med bokträd, från danskans bøg, eller bog. 